# Reacción calciotérmica
Las Reacciones calciotérmicas son reacciones de reducción, en sí son generalmente del tipo exotérmicas, las cuales usan al Calcio como el agente reductor a altas temperaturas.

## Proceso
El Calcio es uno de lo más potentes agentes reductores conocidos, y es usualmente descrito como uno de los más poderosos oxidantes reductores en el Diagrama de Ellingham, aún más que los lantánidos en éste respecto en cuanto a los procesos de oxidación. Por otro lado, esta tendencia no es continua con otros compuestos que no sean no-óxidos, y para la instancia, el Lántano es producido mediante la reacción calciotérmica de la reducción del Cloro, siendo el Calcio un agente reductor más potente que el Lántano en reacciones que usan compuestos clorados.
Los procesos calciotérmicos son utilizados básicamente en la extracción de metales tales como el Uranio, Circonio, y el Torio desde sus menas, en estado de óxidos.
Una muy interesante forma de una reacción calciotérmica es la del propio metal, cuando se produce Calcio metálico, al disolver cloruro de calcio fundido (CaCl), como se observa en el proceso FFC Cambridge.